# Färöische Fußballmeisterschaft 1998
Die Färöische Fußballmeisterschaft 1998 wurde in der 1. Deild genannten ersten färöischen Liga ausgetragen und war insgesamt die 56. Saison. Sie startete am 2. Mai 1998 mit dem Spiel von TB Tvøroyri gegen VB Vágur und endete am 3. Oktober 1998.
Die Aufsteiger SÍ Sumba und TB Tvøroyri kehrten nach sechs beziehungsweise einem Jahr in die höchste Spielklasse zurück. Meister wurde HB Tórshavn, die den Titel somit zum 15. Mal erringen konnten. Titelverteidiger B36 Tórshavn landete auf dem dritten Platz. Absteigen musste hingegen TB Tvøroyri nach einem Jahr Erstklassigkeit.
Im Vergleich zur Vorsaison verbesserte sich die Torquote auf 4,28 pro Spiel, was den höchsten Schnitt seit 1972 bedeutete. Die höchsten Siege gab es beim 11:1 im Heimspiel von GÍ Gøta gegen SÍ Sumba am 15. Spieltag, welches zugleich das torreichste Spiel darstellte, sowie beim 10:0-Heimsieg von KÍ Klaksvík gegen TB Tvøroyri am zwölften Spieltag und beim 10:0 im Auswärtsspiel von B36 Tórshavn bei SÍ Sumba am zwölften Spieltag.

## Modus
In der 1. Deild spielte jede Mannschaft an 18 Spieltagen jeweils zwei Mal gegen jede andere. Die punktbeste Mannschaft zu Saisonende stand als Meister dieser Liga fest, die letzte Mannschaft stieg in die 2. Deild ab. Der Neuntplatzierte musste zudem noch zwei Relegationsspiele gegen den Zweitplatzierten der 2. Deild um den Verbleib in der 1. Deild austragen.

## Saisonverlauf

### Meisterschaftsentscheidung
NSÍ Runavík stand an den ersten beiden Spieltagen ganz vorne. Nach einem 0:4 im Heimspiel gegen den punktgleichen Verfolger HB Tórshavn tauschten beide Mannschaften die Plätze. HB konnte die Führung auf fünf Punkte ausbauen, ehe am zehnten Spieltag beim 2:3 im Heimspiel gegen B36 Tórshavn die erste Niederlage kassiert wurde. Dies sollte jedoch die einzige Niederlage in der gesamten Saison bleiben. Nach fünf Siegen in Folge wuchs der Vorsprung auf sieben Punkte an, die Entscheidung um die Meisterschaft fiel dennoch erst am vorletzten Spieltag. Der zuvor Zweitplatzierte B36 Tórshavn verlor hierbei sein Spiel bei GÍ Gøta mit 2:5, wobei B36 bereits in der siebten Minute die Führung erzielte, noch vor der Pause zog GÍ jedoch mit 3:1 davon. HB Tórshavn gewann währenddessen mit 4:1 gegen SÍ Sumba und konnte somit nicht mehr eingeholt werden. Nach anfänglichen Rückstand in der zehnten Minute drehte auch HB noch das Spiel zu ihren Gunsten.

### Abstiegskampf
Nach einem 2:2-Unentschieden zum Auftakt gegen VB Vágur folgten für TB Tvøroyri drei Niederlagen in Folge und der Absturz auf den letzten Platz. Der erste und einzige Sieg gelang erst am 14. Spieltag im Auswärtsspiel gegen ÍF Fuglafjørður mit 2:1. Hierdurch wurde kurzzeitig der Relegationsplatz belegt, durch weitere Niederlagen belegte TB ab dem 16. Spieltag wieder das Tabellenende. Das letzte Saisonspiel wurde gegen GÍ Gøta mit 1:5 verloren, bereits in der zweiten Minute geriet TB durch einen Treffer von Søren S. Jørgensen in Rückstand und lief diesem die gesamte Spielzeit hinterher. Ein Unentschieden hätte aufgrund der besseren Tordifferenz für Platz neun gereicht.
SÍ Sumba startete mit zwei Siegen und zwei Niederlagen in die Saison, nach dem vierten Spieltag befand sich die Mannschaft auf dem fünften Platz. Danach folgte jedoch bis zum Saisonende kein weiterer dreifacher Punktgewinn. Am letzten Spieltag hätte mit einem Sieg noch der achte Platz erreicht werden können, dieses Spiel verlor Sumba jedoch mit 2:5 gegen KÍ Klaksvík. Zur Pause stand es noch 0:0.
ÍF Fuglafjørður spielte in den ersten sechs Spielen neben einer Niederlage fünf Mal Unentschieden und belegte daraufhin den siebten Platz. Vier Niederlagen in Folge ließen die Mannschaft auf den vorletzten Platz abrutschen, ein 6:0 gegen SÍ Sumba am elften Spieltag führte zu einer Positionsverbesserung um einen Platz. Dieser Platz wurde, obwohl kein weiterer Sieg gelang, bis zum Saisonende gehalten. Am letzten Spieltag verlor ÍF mit 1:10 gegen HB Tórshavn und geriet hierbei schon in der dritten Minute in Rückstand. Der achte Platz konnte dennoch gehalten werden, da die beiden nächstplatzierten Mannschaften ebenfalls ihre Spiele verloren.

## Abschlusstabelle
| Pl. | Verein           | Sp. | S  | U | N  | Tore    | Diff. | Punkte |
| --- | ---------------- | --- | -- | - | -- | ------- | ----- | ------ |
| 1.  | HB Tórshavn      | 18  | 14 | 3 | 1  | 057:190 | +38   | 45     |
| 2.  | KÍ Klaksvík      | 18  | 11 | 5 | 2  | 054:240 | +30   | 38     |
| 3.  | B36 Tórshavn (M) | 18  | 11 | 4 | 3  | 059:240 | +35   | 37     |
| 4.  | GÍ Gøta (P)      | 18  | 8  | 4 | 6  | 048:300 | +18   | 28     |
| 5.  | NSÍ Runavík      | 18  | 8  | 4 | 6  | 037:280 | +9    | 28     |
| 6.  | B68 Toftir       | 18  | 6  | 4 | 8  | 039:390 | ±0    | 22     |
| 7.  | VB Vágur         | 18  | 5  | 6 | 7  | 027:400 | −13   | 21     |
| 8.  | ÍF Fuglafjørður  | 18  | 1  | 8 | 9  | 025:470 | −22   | 11     |
| 9.  | SÍ Sumba (N)     | 18  | 2  | 3 | 13 | 018:730 | −55   | 09     |
| 10. | TB Tvøroyri (N)  | 18  | 1  | 5 | 12 | 021:610 | −40   | 08     |

Platzierungskriterien: 1. Punkte – 2. Tordifferenz – 3. geschossene Tore

| (M) | Meister des Vorjahrs           |
| (P) | Pokalsieger des Vorjahrs       |
| (N) | Neuaufsteiger aus der 2. Deild |

## Spiele und Ergebnisse
|                 | B36   | B68 | GÍ  | HB   | ÍF  | KÍ  | NSÍ | Sumba | TB    | VB  |
| --------------- | ----- | --- | --- | ---- | --- | --- | --- | ----- | ----- | --- |
| B36 Tórshavn    |       | 2:1 | 1:1 | 0:1  | 7:2 | 3:2 | 2:0 | 6:2   | 7:0   | 8:2 |
| B68 Toftir      | 2:3   |     | 0:1 | 0:0  | 3:3 | 1:5 | 3:2 | 6:0   | 4:3   | 2:1 |
| GÍ Gøta         | 5:2   | 2:2 |     | 1:3  | 3:1 | 2:2 | 5:1 | 11:10 | 3:0   | 0:2 |
| HB Tórshavn     | 2:3   | 3:1 | 3:0 |      | 3:2 | 4:0 | 2:1 | 4:1   | 4:3   | 5:1 |
| ÍF Fuglafjørður | 0:0   | 2:2 | 0:4 | 1:10 |     | 0:0 | 1:1 | 6:0   | 1:2   | 2:5 |
| KÍ Klaksvík     | 1:1   | 4:3 | 4:2 | 2:2  | 2:0 |     | 4:1 | 4:1   | 10:00 | 2:1 |
| NSÍ Runavík     | 2:0   | 4:1 | 3:1 | 0:4  | 1:1 | 0:0 |     | 3:0   | 1:0   | 4:1 |
| SÍ Sumba        | 00:10 | 1:2 | 1:1 | 1:2  | 1:0 | 2:5 | 1:6 |       | 3:2   | 1:1 |
| TB Tvøroyri     | 0:3   | 0:5 | 1:5 | 1:4  | 2:2 | 1:3 | 2:2 | 2:2   |       | 2:2 |
| VB Vágur        | 1:1   | 3:1 | 3:1 | 1:1  | 1:1 | 0:4 | 0:5 | 2:0   | 0:0   |     |

## Relegation
Die beiden Relegationsspiele zwischen dem Neunten der 1. Deild und dem Zweiten der 2. Deild wurden am 10. und 18. Oktober 1998 ausgetragen.
| Datum                                    |             | Ergebnis  |             | Tore                                                                               |
| ---------------------------------------- | ----------- | --------- | ----------- | ---------------------------------------------------------------------------------- |
| 10. Oktober 1998                         | LÍF Leirvík | 2:1 (2:0) | SÍ Sumba    | 1:0 Hjørleif Tór Olsen (21.), 2:0 Olgar Danielsen (39.), 2:1 Eirikur Joensen (87.) |
| 18. Oktober 1998                         | SÍ Sumba    | 2:0 (1:0) | LÍF Leirvík | 1:0 Birgir Jørgensen (42.), 2:0 Birgir Jørgensen (67.)                             |
| Gesamt:                                  | LÍF Leirvík | 2:3       | SÍ Sumba    |                                                                                    |
| Damit verblieb SÍ Sumba in der 1. Deild. |             |           |             |                                                                                    |

## Torschützenliste
Bei gleicher Anzahl von Treffern sind die Spieler nach dem Nachnamen alphabetisch geordnet.

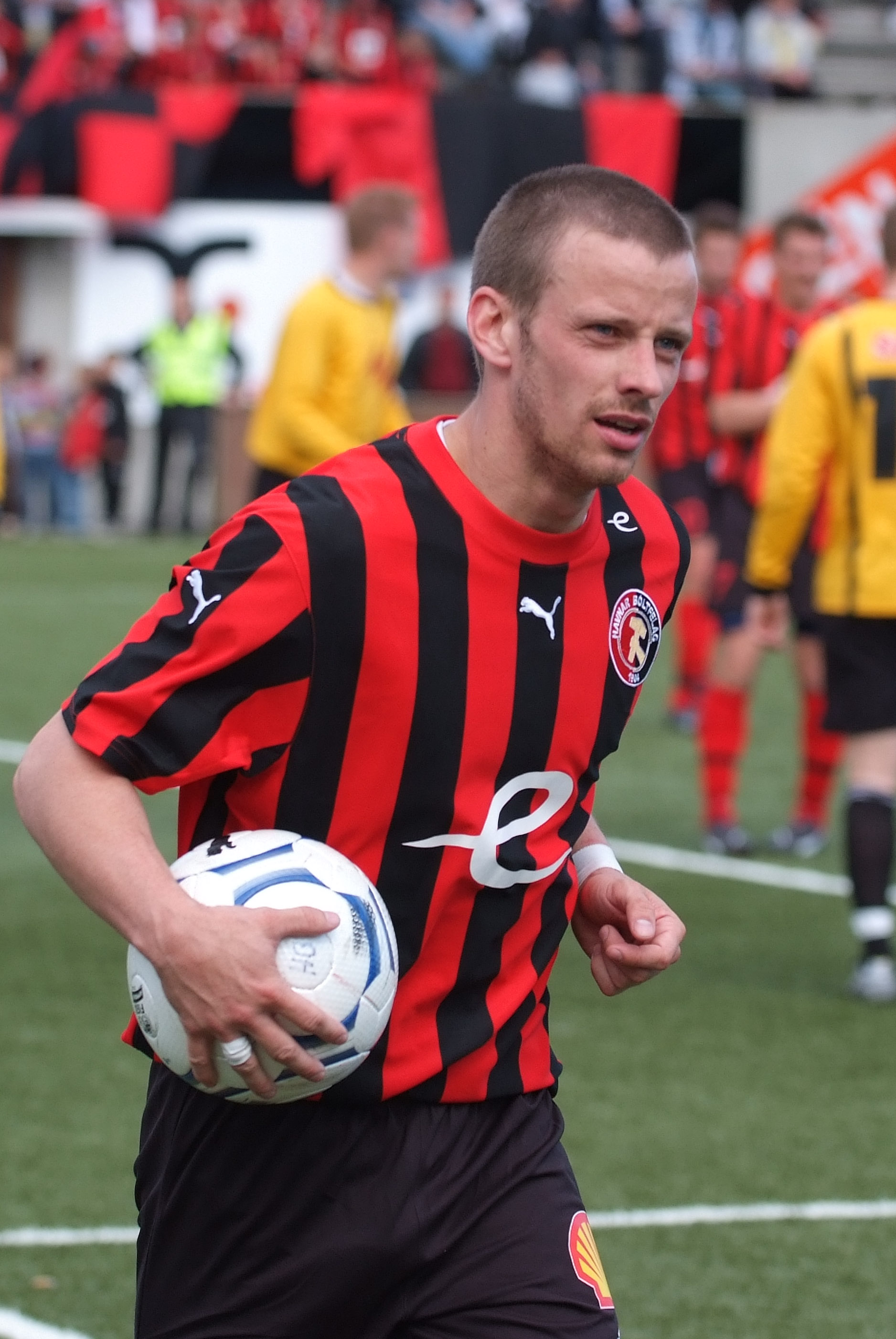
Torschützenkönig Jákup á Borg

| Platz | Spieler               | Mannschaft   | Tore |
| ----- | --------------------- | ------------ | ---- |
| 1     | Jákup á Borg          | B36 Tórshavn | 20   |
| 2     | Súni Fríði Johannesen | HB Tórshavn  | 18   |
| 2     | Kurt Mørkøre          | KÍ Klaksvík  | 18   |
| 2     | John Petersen         | B36 Tórshavn | 18   |
| 5     | Allan Mørkøre         | HB Tórshavn  | 17   |
| 6     | Henning Jarnskor      | GÍ Gøta      | 12   |
| 6     | Sámal Joensen         | GÍ Gøta      | 12   |
| 8     | Rógvi Jacobsen        | KÍ Klaksvík  | 10   |
| 9     | Fróði Benjaminsen     | B68 Toftir   | 09   |
| 10    | Jón Pauli Olsen       | VB Vágur     | 08   |

## Trainer
| Mannschaft      | Trainer              | Spieltage |
| --------------- | -------------------- | --------- |
| B36 Tórshavn    | Tomislav Sivić       | 01–18     |
| B68 Toftir      | Petur Simonsen       | 01–18     |
| GÍ Gøta         | Jóhan Nielsen        | 01–18     |
| HB Tórshavn     | Ion Geolgău          | 01–18     |
| ÍF Fuglafjørður | Piotr Krakowski      | 01–18     |
| KÍ Klaksvík     | Jóannes Jakobsen     | 01–18     |
| NSÍ Runavík     | Petur Mohr           | 01–18     |
| SÍ Sumba        | Spasoje Biberdžić    | 01–18     |
| TB Tvøroyri     | Zoran Pavlovic       | 01–13     |
| TB Tvøroyri     | Egill Steinþórsson   | 14–18     |
| VB Vágur        | Milan Milanović      | 01–09     |
| VB Vágur        | Krzysztof Popczynski | 10–18     |

Insgesamt zwei Teams wechselten Trainer aus. VB Vágur verschlechterte sich nach dem Wechsel um zwei Positionen auf den siebten Platz, bei TB Tvøroyri hatte der Wechsel keine Auswirkungen auf die Tabellenplatzierung.

## Spielstätten
In Klammern sind bei mehreren aufgeführten Stadien die Anzahl der dort ausgetragenen Spiele angegeben.
| Mannschaft      | Stadion              | Spielort     |
| --------------- | -------------------- | ------------ |
| B36 Tórshavn    | Gundadalur           | Tórshavn     |
| B68 Toftir      | Svangaskarð (8)      | Toftir       |
| B68 Toftir      | Tofta Leikvøllur (1) | Toftir       |
| GÍ Gøta         | Sarpugerði           | Norðragøta   |
| HB Tórshavn     | Gundadalur           | Tórshavn     |
| ÍF Fuglafjørður | Í Fløtugerði         | Fuglafjørður |
| KÍ Klaksvík     | Við Djúpumýrar       | Klaksvík     |
| NSÍ Runavík     | Við Løkin            | Runavík      |
| SÍ Sumba        | Á Krossinum          | Sumba        |
| TB Tvøroyri     | Sevmýri              | Tvøroyri     |
| VB Vágur        | Á Eiðinum            | Vágur        |

## Schiedsrichter
Folgende Schiedsrichter leiteten die 90 Erstligaspiele:
| Name                 | Stammverein    | Spiele |
| -------------------- | -------------- | ------ |
| Lassin Isaksen       | KÍ Klaksvík    | 11     |
| Niklas á Líðarenda   | GÍ Gøta        | 11 1   |
| Sune Johansen        | SÍF Sandavágur | 09     |
| Oddmar Andreasen     | HB Tórshavn    | 08     |
| Jóhan Carl Dam       | HB Tórshavn    | 08     |
| Petur Erhard Kjærbo  | SÍ Sumba       | 08     |
| Bergur Magnussen     | EB/Streymur    | 08     |
| Birgir Sondum        | B36 Tórshavn   | 08 1   |
| Kim Ejdesgaard       | Fram Tórshavn  | 07     |
| Petur Skarðenni      | LÍF Leirvík    | 07     |
| Sjúrður Norðbúð      | B36 Tórshavn   | 04     |
| Jens Petur Brattalíð | VB Vágur       | 01     |

## Die Meistermannschaft
In Klammern sind die Anzahl der Einsätze sowie die dabei erzielten Tore genannt.
| 1. | HB Tórshavn |
|    | Rói Árting (16/1) \| Jan Dam (9/0) \| John Heri Dam (14/2) \| Hallur Danielsen (14/1) \| Andrew av Fløtum (11/3) \| Hans Fróði Hansen (17/2) \| Eyðun H. Højgaard (1/0) \| Jóhannis Joensen (16/5) \| Bárður Johannesen (2/0) \| Kaj Leo Johannesen (17/0) \| Súni Fríði Johannesen (18/18) \| Hans á Lag (17/0) \| Magni á Lakjuni (7/2) \| Bjarki Mohr (18/1) \| Allan Mørkøre (17/17) \| Bárður Mortansson (1/0) \| Rúni Nolsøe (16/1) \| Ingi Rasmussen (18/0) \| Jens Erik Rasmussen (18/4) \| Eyðun Samuelsen (1/0) ohne Einsatz: Pætur M. Dahl \| Sigurð D. Hansen \| Magnus Jakobsen \| Bernhard H. Petersen \| Regin Mittún Petersen - Trainer: Ion Geolgău |

## Nationaler Pokal
Im Landespokal gewann HB Tórshavn mit 2:0 gegen KÍ Klaksvík und erreichte dadurch das Double.

## Europapokal
1998/99 spielte B36 Tórshavn als Meister des Vorjahres in der Qualifikation zur Champions League gegen Beitar Jerusalem (Israel). Das Hinspiel wurde mit 1:4 verloren, das Rückspiel mit 0:1.
HB Tórshavn spielte in der Qualifikation zum UEFA-Pokal. Das Heimspiel gegen den Vaasan PS (Finnland) konnte mit 2:0 gewonnen werden, das Rückspiel wurde jedoch mit 0:4 verloren.
GÍ Gøta spielte als Pokalsieger des Vorjahres in der Qualifikation zum Europapokal der Pokalsieger gegen MTK Hungária FC (Ungarn) und verlor mit 1:3 und 0:7.
VB Vágur nahm am UI-Cup teil. Das Hinspiel in der ersten Runde gegen 1. FC Brünn (Tschechien) wurde mit 0:3 verloren, das Rückspiel mit 1:3.